# Roppen
Roppen è un comune austriaco di 1 776 abitanti nel distretto di Imst, in Tirolo.